# پیماتونینگ سنترال (پنسیلوانیا)
پیماتونینگ سنترال (به انگلیسی: Pymatuning Central) یک منطقهٔ مسکونی در ایالات متحده آمریکا است که در پنسیلوانیا واقع شده‌است. پیماتونینگ سنترال ۴۲٫۶ کیلومتر مربع مساحت و ۲٬۲۶۹ نفر جمعیت دارد و ۳۲۹٫۱۹ متر بالاتر از سطح دریا واقع شده‌است.